# Den lilletyske løsning
Den lilletyske løsning (på tysk Kleindeutsche Lösung) er navnet på en model for en tysk nationalstat, som blev diskuteret i 1800-tallet, hvor Tyskland bestod af en lang række små og store konge- og fyrstedømmer. I forbindelse med bestræbelserne på at samle de tyske stater gik diskussionen på, om man skulle tilstræbe en stortysk løsning (med Østrig) eller en lilletysk (uden Østrig).
Diskussionen om de to løsninger må ses på baggrunden af den tyske dualisme med de to tyske storstater Østrig og Preussen, der konstant kæmpede med hinanden om indflydelse i de tyske områder og Centraleuropa. Østrig favoriserede den stortyske løsning, mens Preussen foretrak en lilletysk løsning uden det katolske Østrig. Diskussionen om en lilletysk eller stortysk løsning prægede også debatterne i Frankfurterparlamentet, som blev etableret som følge af Martsrevolutionen i 1848.
Den lilletyske løsning blev realiseret efter de tyske samlingskrige (den dansk-tyske krig 1864, den preussisk-østrigske krig 1866 og den tysk-franske krig 1871) med dannelsen af det Tyske Kejserrige under preussisk hegemoni i 1871. 